# Jean-Marie Marcel
Jean-Marie Marcel (4 juin 1917 à Paris - 18 juin 2012 à Paris) est un photographe français de mode, célèbre pour sa photographie officielle de Charles de Gaulle en tant que Président de la République.

## Biographie
Photographe de mode d’après-guerre et membre de la célèbre agence photographique française Rapho. 
Il tenait un studio place Vendôme dans lequel il réalisera de nombreuses photographies pour plusieurs grandes maisons de mode telles que « La Maison Bruyère » et pour des célèbres couturiers tels que Jacques Fath, considéré comme l'une des influences dominantes dans la haute couture d’après-guerre. 
Jean-Marie Marcel fut particulièrement connu pour son portrait officiel du premier président de la Ve République, Charles de Gaulle, dont il avait déjà réalisé une photographie lors de la campagne du référendum de 1946. Le photographe sera ensuite très critique sur les portraits des successeurs du général. 
Dans les années 1950, il est l'un des photographes attitrés de Pathé-Marconi.
À cette époque, le photographe Jean Mainbourg était son assistant. Il deviendra par la suite son ami. 
Il réalisera également de nombreux portraits de célébrités du monde des Lettres et des Arts telles que André Gide, Colette et son père adoptif le philosophe Gabriel Marcel.
Par la suite, il quittera la photographie pour se livrer à son autre passion, le cinéma et réalisera plusieurs films pour la télévision. 
Il est rare de trouver sur le marché des photographies de Jean-Marie Marcel car leur presque totalité est précieusement conservée par sa famille. 
Jean-Marie Marcel tint aussi pendant des années une remarquable critique d'écoute d'enceintes acoustiques dans la Revue du son et contribua ainsi à la diffusion de la haute-fidélité en France au cours des années 60. Ses avis étaient très écoutés, et parfois redoutés, par la profession. 